# Kansliort
Kansliort är i Sverige en beteckning för den ort, där en domstol eller Åklagarmyndighetens enhet har sitt säte. 